# 6853 Silvanomassaglia
A 6853 Silvanomassaglia (ideiglenes jelöléssel (6853) 1986 CD2) a Naprendszer kisbolygóövében található aszteroida. Henri Debehogne fedezte fel 1986. február 12-én.